# Gran Mancha Roja

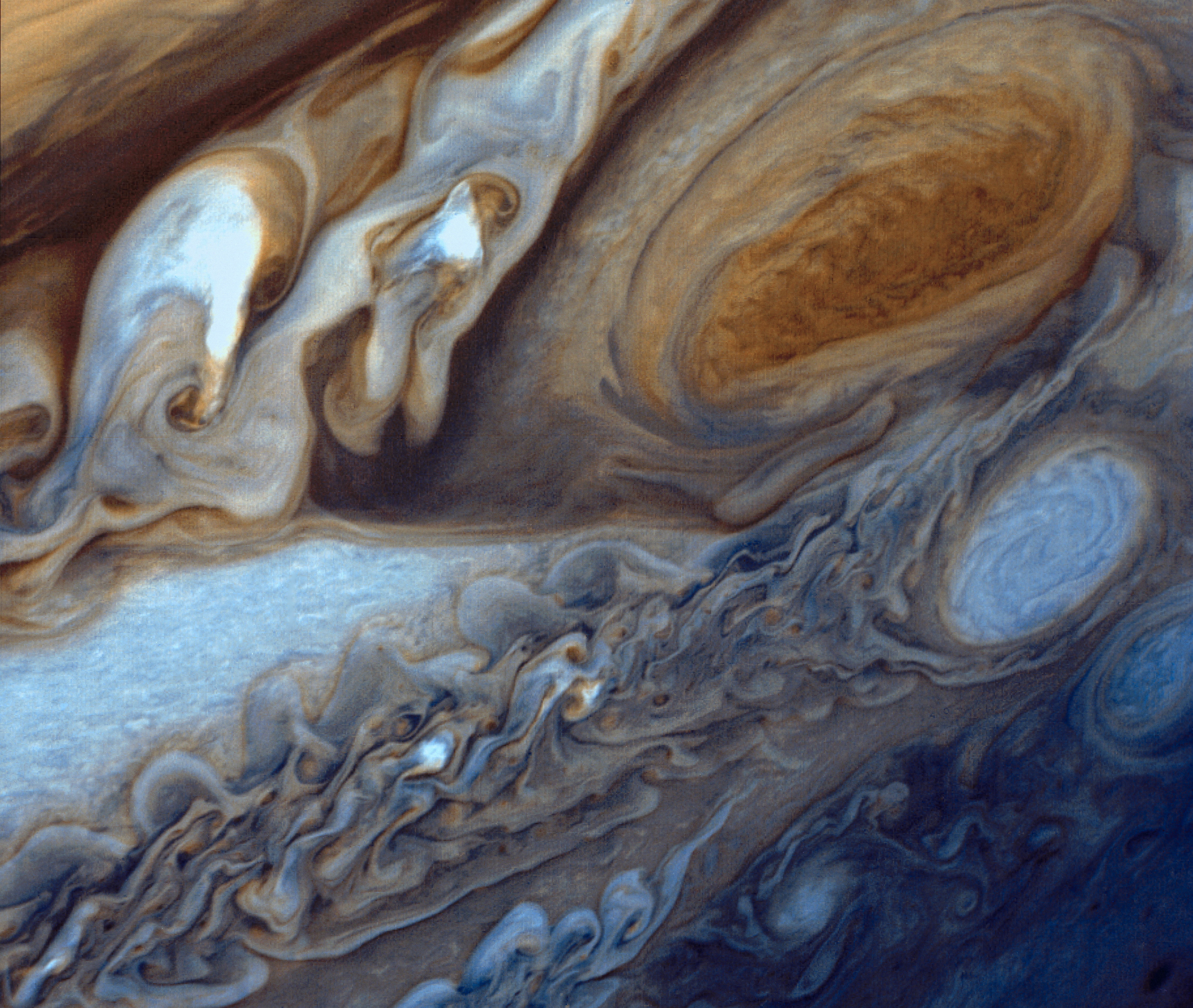
Imagen obtenida por la Voyager 1 de la Gran Mancha Roja de Júpiter en 1979.

La Gran Mancha Roja es el mayor vórtice anticiclónico (altas presiones) de Júpiter y el detalle de su atmósfera más conocido a nivel popular. Comparable a una enorme tormenta, se trata de un enorme remolino que podría existir desde hace más de tres siglos y caracterizado por vientos en su periferia de hasta 680 km/h. Su tamaño es lo bastante grande (en dirección oeste-este) como para englobar más de 1,3 veces el diámetro de la Tierra.  El remolino gira en sentido antihorario.

## Observaciones históricas
La Gran Mancha Roja fue observada por primera vez por el científico inglés Robert Hooke en mayo de 1664. No obstante no parecen existir informes posteriores de la observación de tal fenómeno hasta el siglo XIX, siendo monitoreado desde 1830. En todo caso, varía mucho tanto de color como de tamaño habiendo decrecido de manera importante desde comienzos del siglo XX. Las imágenes obtenidas por el Observatorio Yerkes a finales del siglo XIX muestran una mancha encarnada alargada, ocupando el mismo rango de latitudes pero con el doble de extensión longitudinal.
Inicialmente se pensó que la Gran Mancha Roja era la cima de una montaña gigantesca o una meseta que sobresalía por encima de las nubes. Esta idea fue rechazada en el siglo XIX al constatarse por medio de la espectroscopia la composición de hidrógeno y helio de la atmósfera y determinarse que se trataba de un planeta fluido.

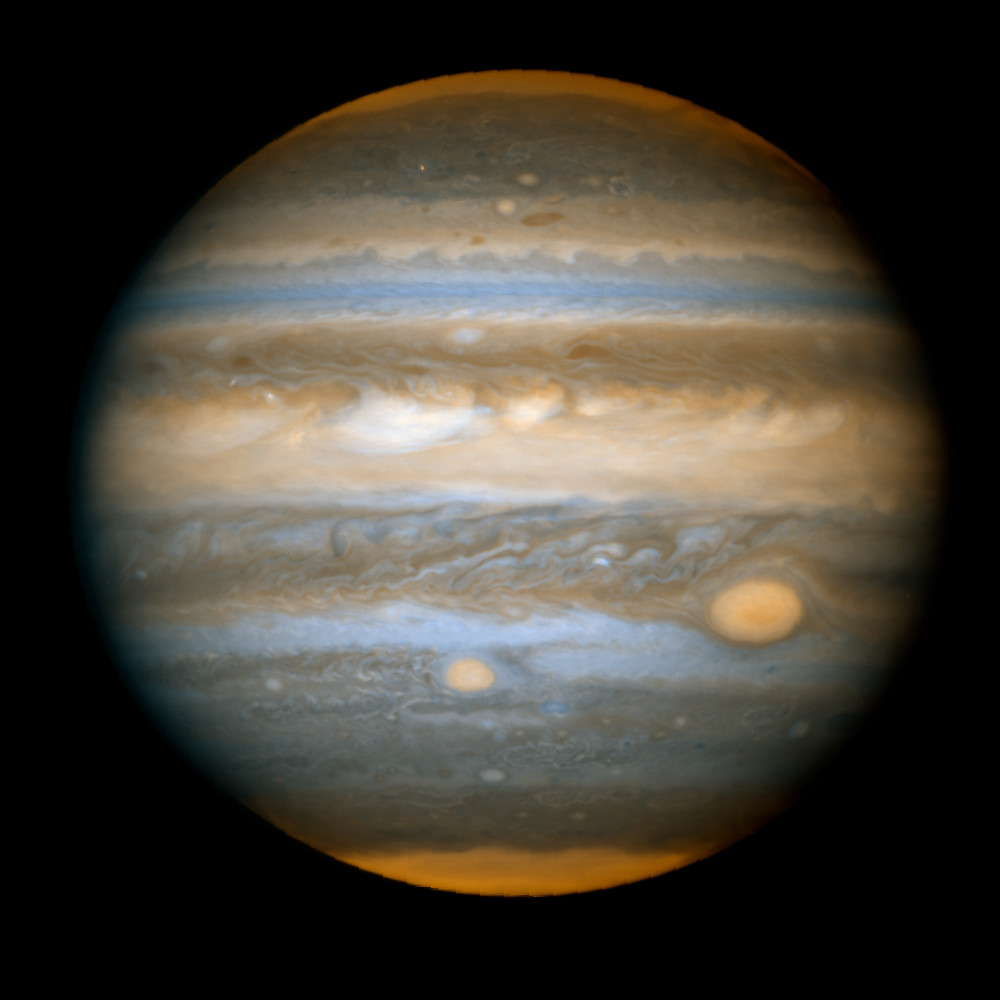
Imagen del telescopio espacial Hubble mostrando las dos Manchas Rojas de Júpiter.

En marzo de 2006 se anunció que se había formado una segunda mancha roja, aproximadamente de la mitad del tamaño de la Gran Mancha Roja. La segunda mancha roja se formó a partir de la fusión de tres grandes óvalos blancos presentes en Júpiter desde la década de 1940 y fusionados en uno solo entre los años 1998 y 2000 dando lugar a un único óvalo blanco denominado «Óvalo Blanco BA», cuyo color evolucionó hacia los mismos tonos que la mancha roja a comienzos del 2006. La coloración rojiza de ambas manchas puede producirse cuando los gases de la atmósfera interior del planeta se elevan en la atmósfera y sufren la interacción de la radiación solar. Medidas en el infrarrojo sugieren que ambas manchas están elevadas, por encima de las nubes principales. El paso por tanto de Óvalo Blanco a mancha roja podría ser un síntoma de que la tormenta está ganando fuerza. El 8 de abril de 2006, la Cámara de Seguimiento Avanzada del Hubble tomó nuevas imágenes de la tormenta.

## Características principales

Secuencia de lapso de tiempo de la aproximación de la Voyager 1 a Júpiter en 1979, mostrando el movimiento de las bandas atmosféricas y la circulación de la Gran Mancha Roja.

La Gran Mancha Roja de Júpiter es una enorme tormenta ovalada ubicada en el hemisferio sur del planeta. Se caracteriza por una fuerte rotación anticiclónica que hace que las nubes que la conforman giren en sentido contrario a las agujas del reloj, circulando la Gran Mancha Roja en cuatro a seis días. Cerca del centro los movimientos son mucho más caóticos.
Varía mucho tanto de color como de intensidad. A veces posee un color encarnado fuerte y realmente muy notable, y en otras ocasiones palidece hasta hacerse insignificante. Los vientos periféricos tienen una intensidad próxima a los 680 km/h y se encuentra situada en una región de fuerte cizalla meridional del viento. Las nubes que la conforman son más frías y están más elevadas que las nubes que la rodean. Al suroeste de la Gran Mancha Roja se puede observar una región de fuerte turbulencia en la que se han identificado la formación de tormentas recurrentes.
La Gran Mancha Roja es el mayor de los numerosos vórtices anticiclónicos que pueden observarse en las nubes de Júpiter. Otra formación meteorológica semejante fue observada por la sonda Voyager 2 en Neptuno en 1989 y es conocida como la Gran Mancha Oscura de Neptuno.